# Amblypodia horishana
Amblypodia horishana är en fjärilsart som beskrevs av Matsumura 1910. Amblypodia horishana ingår i släktet Amblypodia och familjen juvelvingar. Inga underarter finns listade i Catalogue of Life.